# Haptocillium bactrosporum
Haptocillium bactrosporum är en svampart som först beskrevs av Drechsler, och fick sitt nu gällande namn av Glockling 2005. Haptocillium bactrosporum ingår i släktet Haptocillium och familjen Ophiocordycipitaceae.   Inga underarter finns listade i Catalogue of Life.